# 大云院 (平顺)
36°22′01″N 113°26′20″E / 36.36694°N 113.43889°E
大云院位于中国山西省长治市平顺县北耽车乡实会村，浊漳河河谷，龙耳山九条支脉环抱，毗邻王曲村天台庵和潞城区境内黄牛蹄乡辛安村的原起寺。大云院是中国现存仅有的几座五代时期建筑之一。1988年大云院被国务院列为第三批全国重点文物保护单位。

## 历史
大云院由幽州僧人奉景祖师创建于五代后晋天福三年（938年），原称仙岩院，又称大云寺。初为草庵，天福五年（940年）三月，动工修建佛殿和方丈室，至开运三年（946年）奉景开始在方丈室讲经。后周显德元年（954年）建塔，北宋太平兴国八年（983年）改称大云禅院。明清两代均有修葺。

## 建筑
现存建筑有山门（天王殿）、中殿（弥陀殿，又称大佛殿）、后殿及两庑，寺外有七宝塔，其中大佛殿和七宝塔为五代所建，余为清代建筑。大佛殿是中国现存仅有的几座五代时期建筑之一。

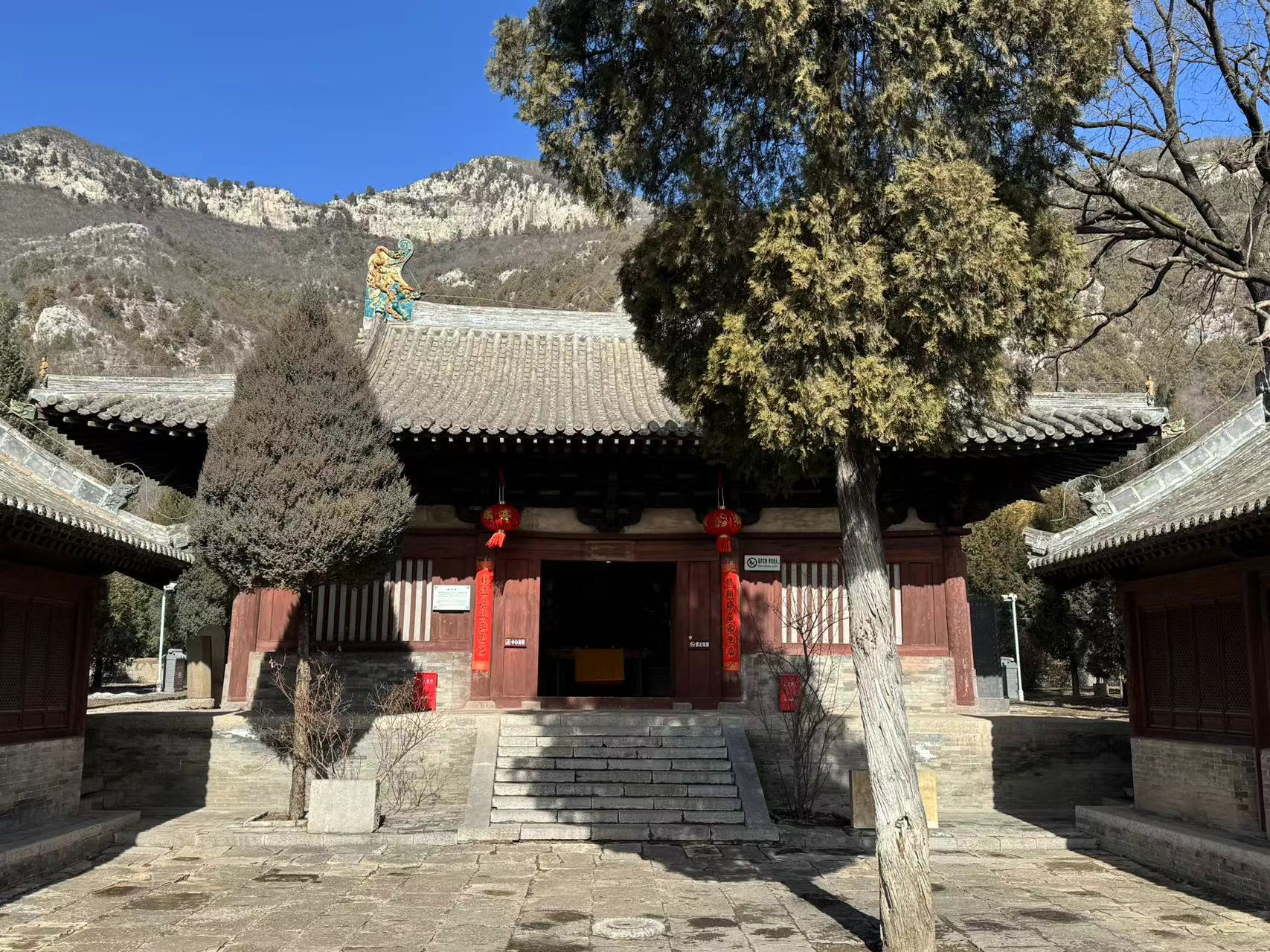
大云院大佛殿

大佛殿面阔三间，进深六椽，单檐歇山顶。殿出檐深远及平缓，四周18根檐柱均有卷刹和轻微侧脚。每开间有一补间铺作。当心间补间斗拱居中，两次间补间斗拱向外移。柱头及补间斗拱均为五铺作双抄偷心造。唐-五代时期栌斗直接坐于柱头，区别于后期普遍使用普拍方的习惯。此建筑是中国现存建筑中使用普拍枋的最早实例。

室内由于使用了减柱法仅有两根金柱，使得殿内有宽阔的礼佛空间。室内大梁上架驼峰，其上加立一根童柱(又称蜀柱)连接大叉手。

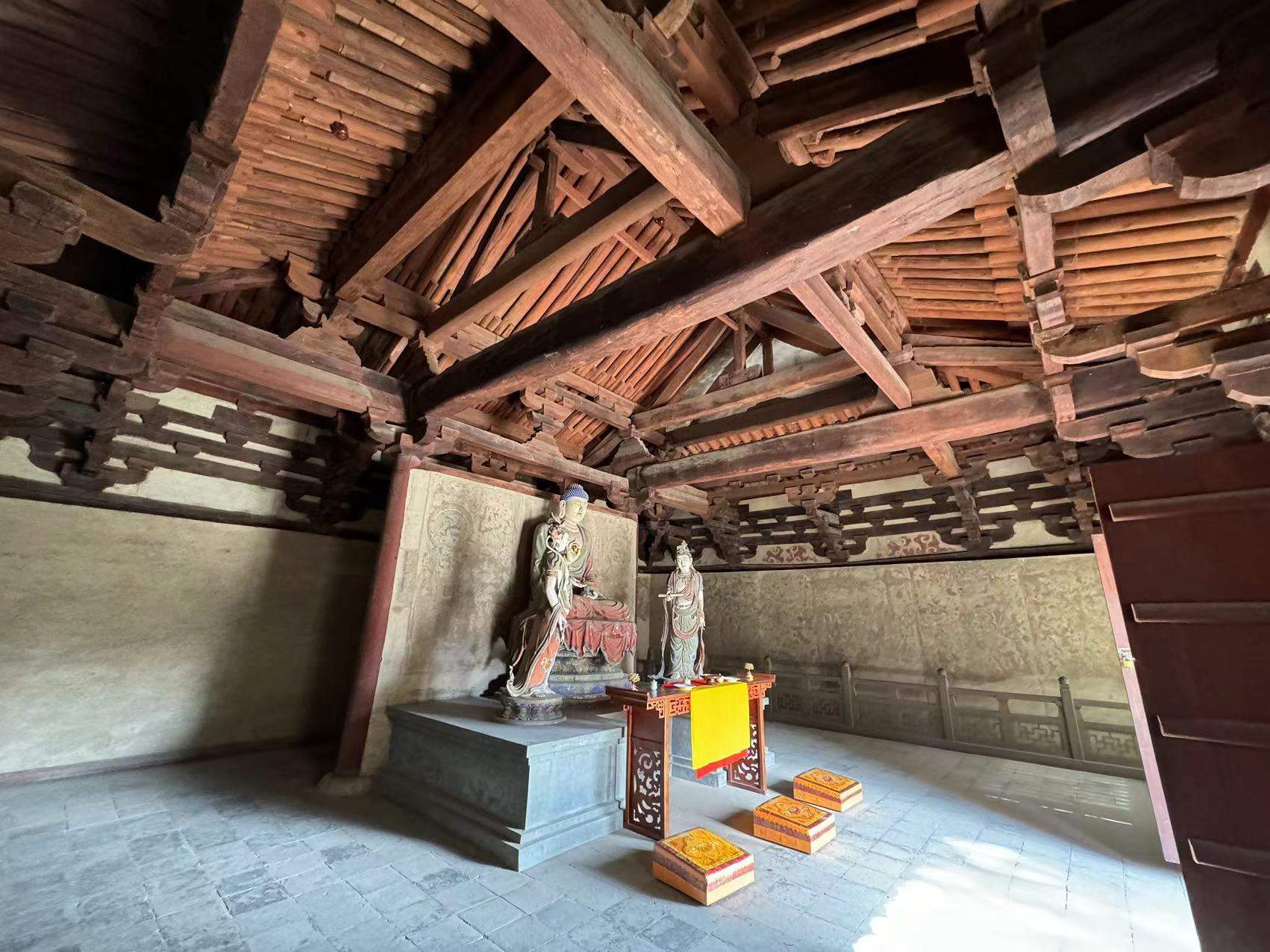
大佛殿内部梁架
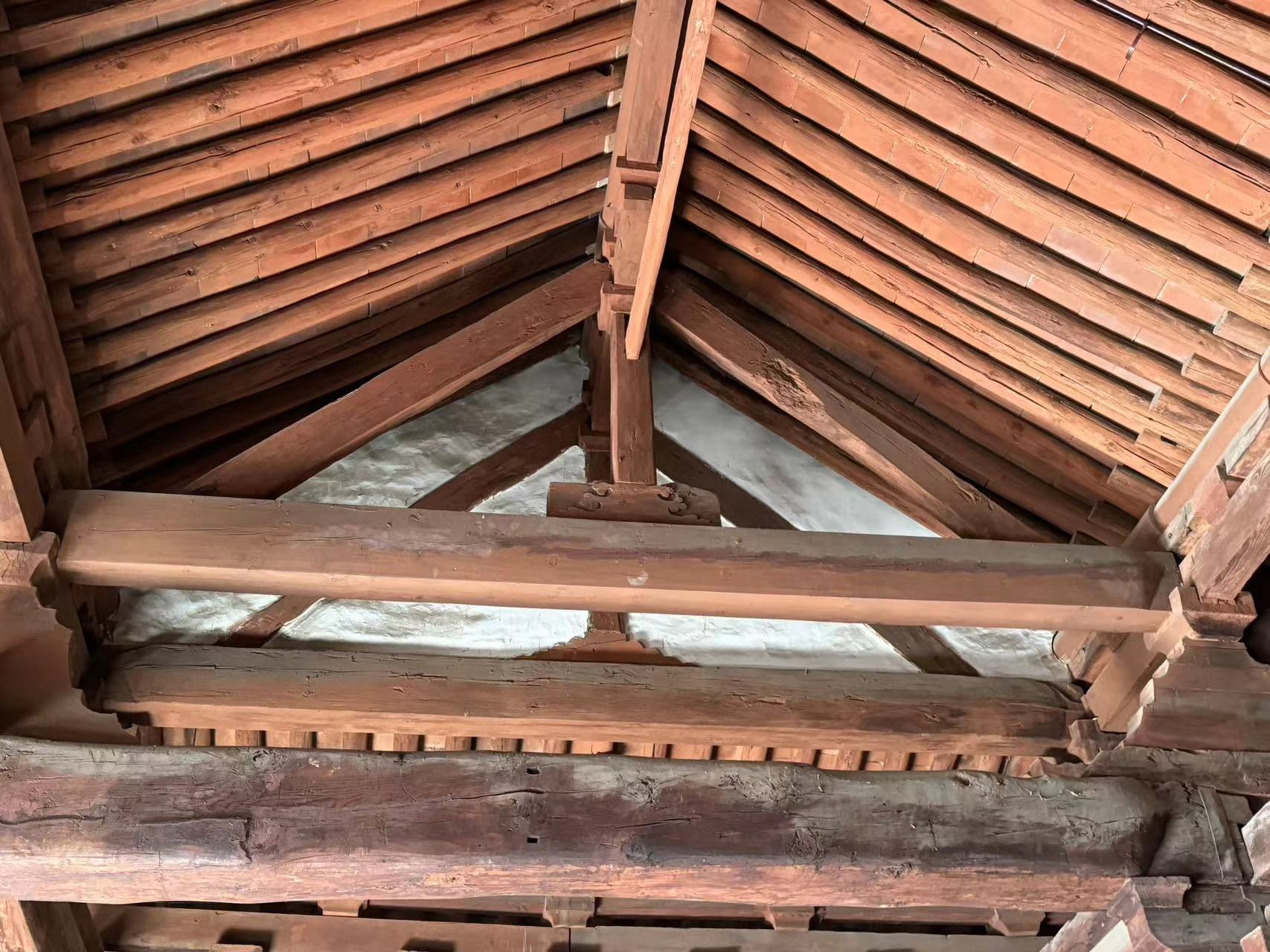
大佛殿大叉手和驼峰
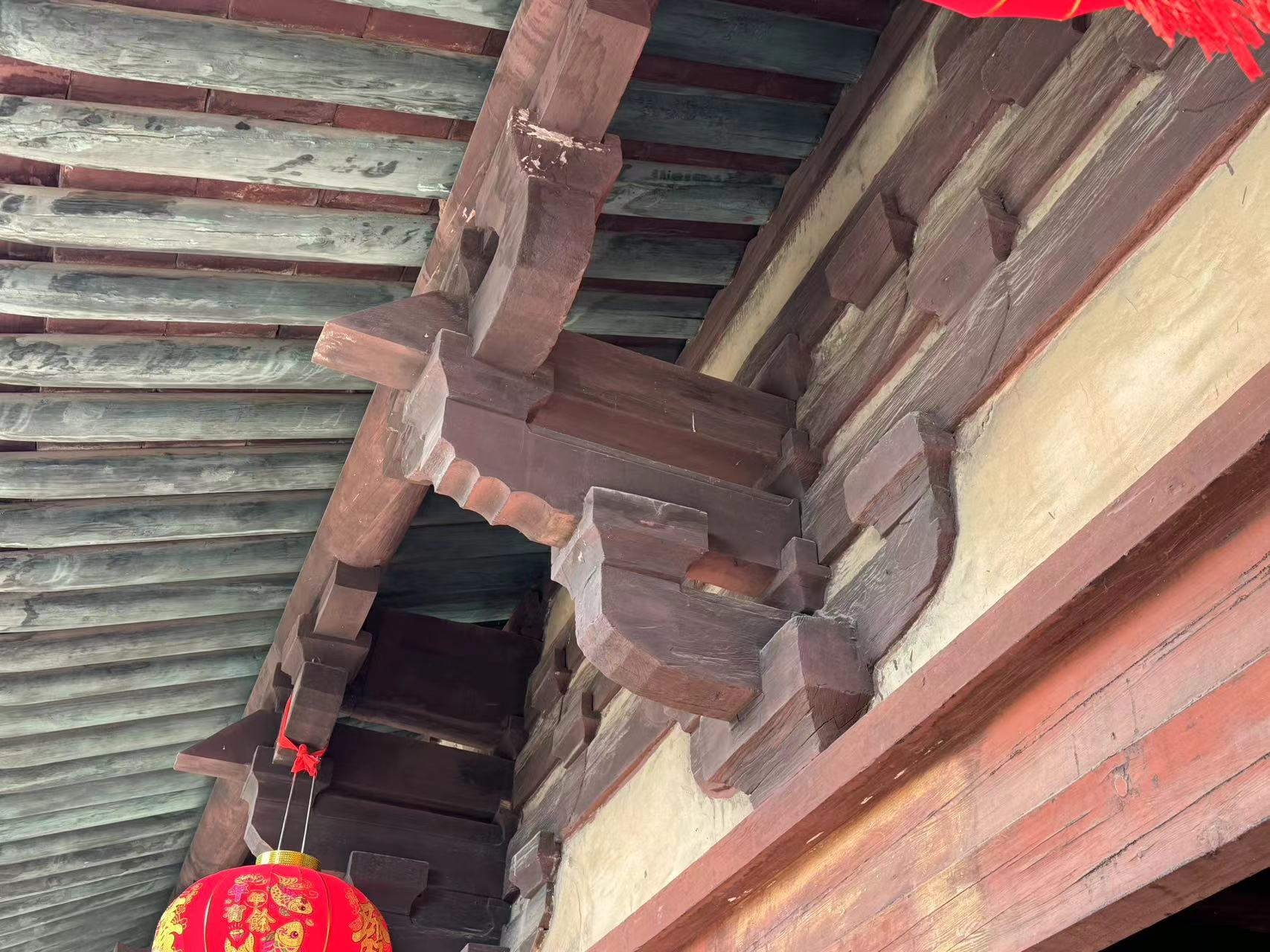
柱头斗拱，栌斗下方长条为普拍方

七宝塔位于寺外西南，为青石材质，建于后周显德元年（954年），高6米。七宝塔原七层，现存五层。其2000年5月30日晚被盗，塔面浮图丢失。

## 壁画
大佛殿（弥陀殿）原本四壁均有壁画，目前只保存了东壁和中心壁（扇面墙）的五代壁画28.8平方米，拱眼壁和梁架上的五代壁画11平方米，为中国仅存的五代寺院壁画。其一因为康熙年间暴雨，雨水浸泡导致壁画损坏。其二根据柴泽俊先生《日寇侵晋期间山西文物遭劫记略》中所记载“平顺大云院五代壁画, 绘于弥陀殿内四周和扇面墙上, 日军发现随即对西壁和北壁后半部进行剥离揭取, 但墙疏软, 盗窃者技法拙劣, 剥离失败, 当地群众为保护壁画, 将东壁和扇面墙上的画面遂抹压泥皮一层, 予以掩盖, 现该殿东壁及扇面壁画尚存, 而西壁及北壁西半部壁画则荡然无存, 至为可惜!”
目前仅存大殿东壁和中心壁为1962年抢修加固工程前期勘察时发现。东壁绘有维摩诘经变图，中心壁背光图案为观世音菩萨和大势至菩萨。

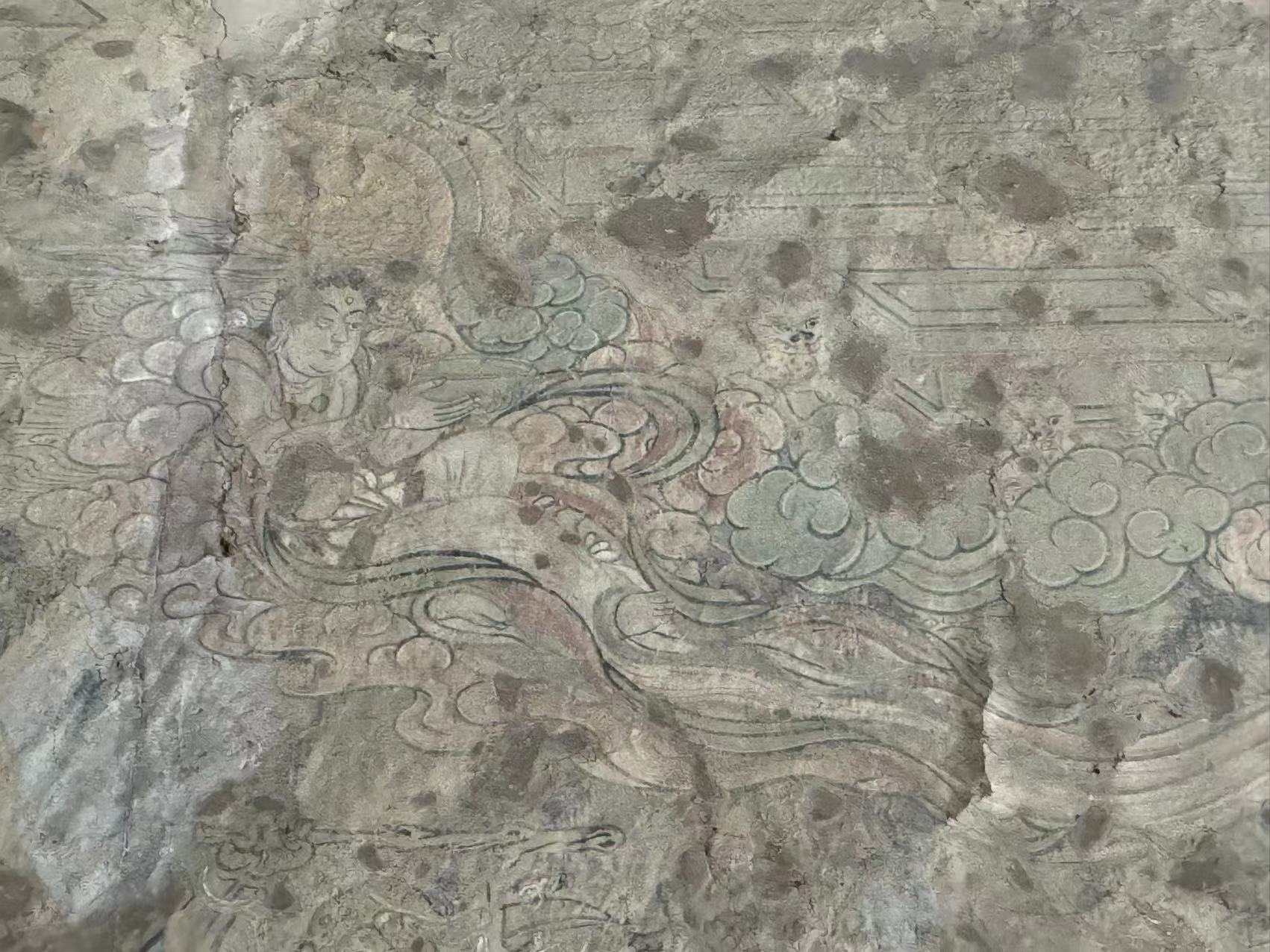
维摩诘经变图中的吉祥天女

## 保护
1988年1月13日，大云院公布为第三批全国重点文物保护单位，古建筑类，编号3-112，年代为五代至清。
2015年，国家投资200余万元对大云院本体进行维修，重点解决屋面、地面的渗水问题。

## 图库

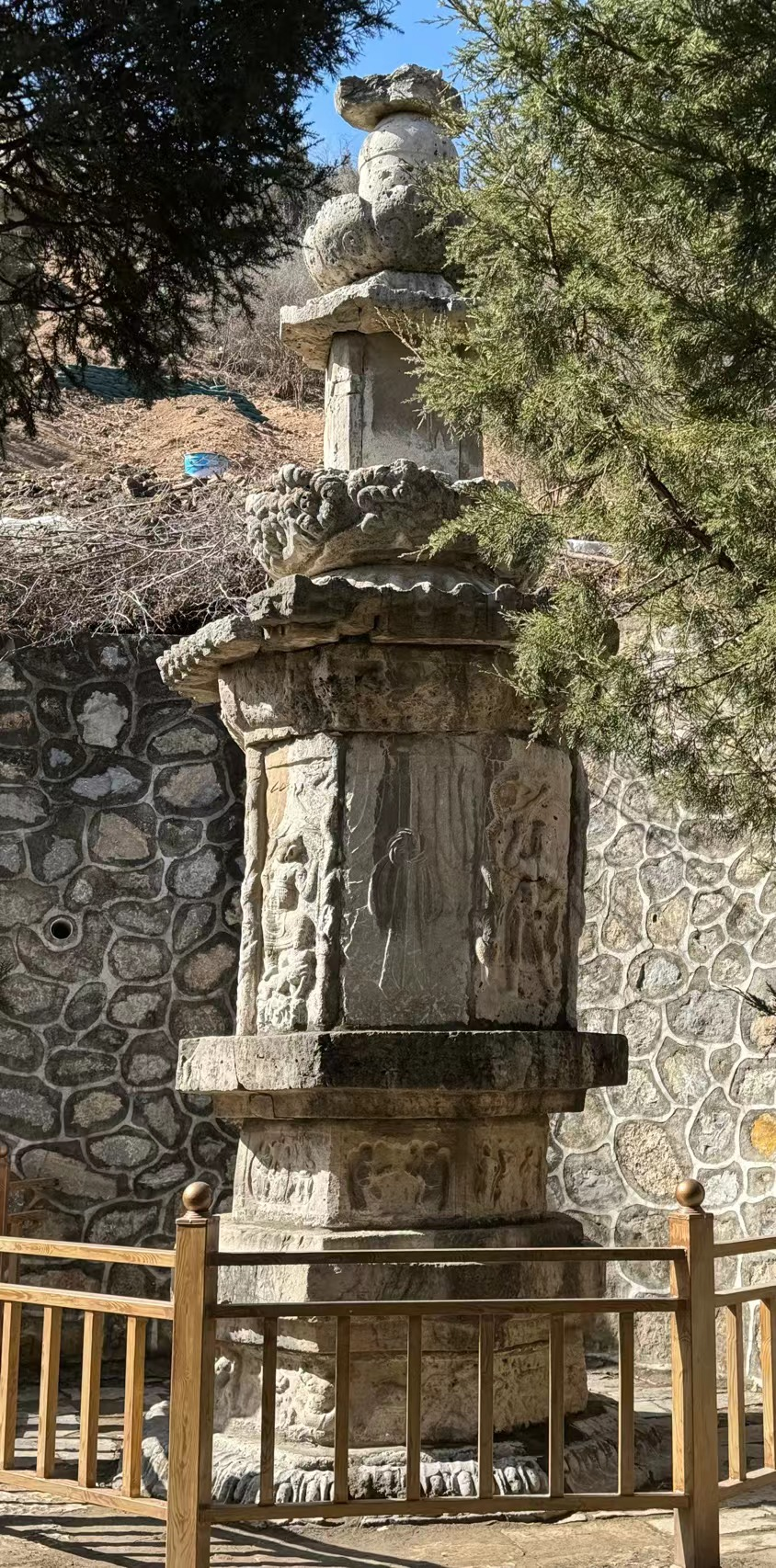
七宝塔